# 베쓰코미
《베쓰코미》(일본어: ベツコミ)은 쇼가쿠칸에서 발행하는 일본의 소녀 만화 잡지이다. 1970년에 창간되었다. 제호는 《별책 소녀 코믹(別冊少女コミック 벳사쓰 쇼조 고밋쿠[*])》의 줄임말이다. 독차층의 연령이 올라가는 추세이다. 매월 13일에 발행된다. 경쟁지는 《별책 마가렛》, 《프린세스》, 《라라》 등이다.

## 관련 잡지
- 소녀 코믹